# 生气岭站
生氣嶺站（韓語：생기령역）是朝鮮民主主義人民共和國咸鏡北道鏡城郡生氣嶺勞動者區的一個鐵路車站，属于平罗线。

## 邻近车站
平羅線
鏡城站 - 生氣嶺站 - 胜岩站